# Chen Han-hung
Chen Han-hung (chiń. 陳漢鴻; ur. 21 grudnia 1976) – tajwański skoczek do wody, dwukrotny olimpijczyk.
W obu występach na letnich igrzyskach olimpijskich brał udział w konkurencji skoku z trampoliny. W 1996 na igrzyskach olimpijskich w Atlancie zajął 37. pozycję z wynikiem 194,13 pkt. Cztery lata później zaś podczas igrzysk w Sydney zajął ostatnią, 49. pozycję z wynikiem 188,46 pkt.
Był uczestnikiem pływackich mistrzostw świata w 1994 roku, na których w konkurencji skoku z trampoliny 1 m zajął 27. pozycję.